# Andris Naudužs

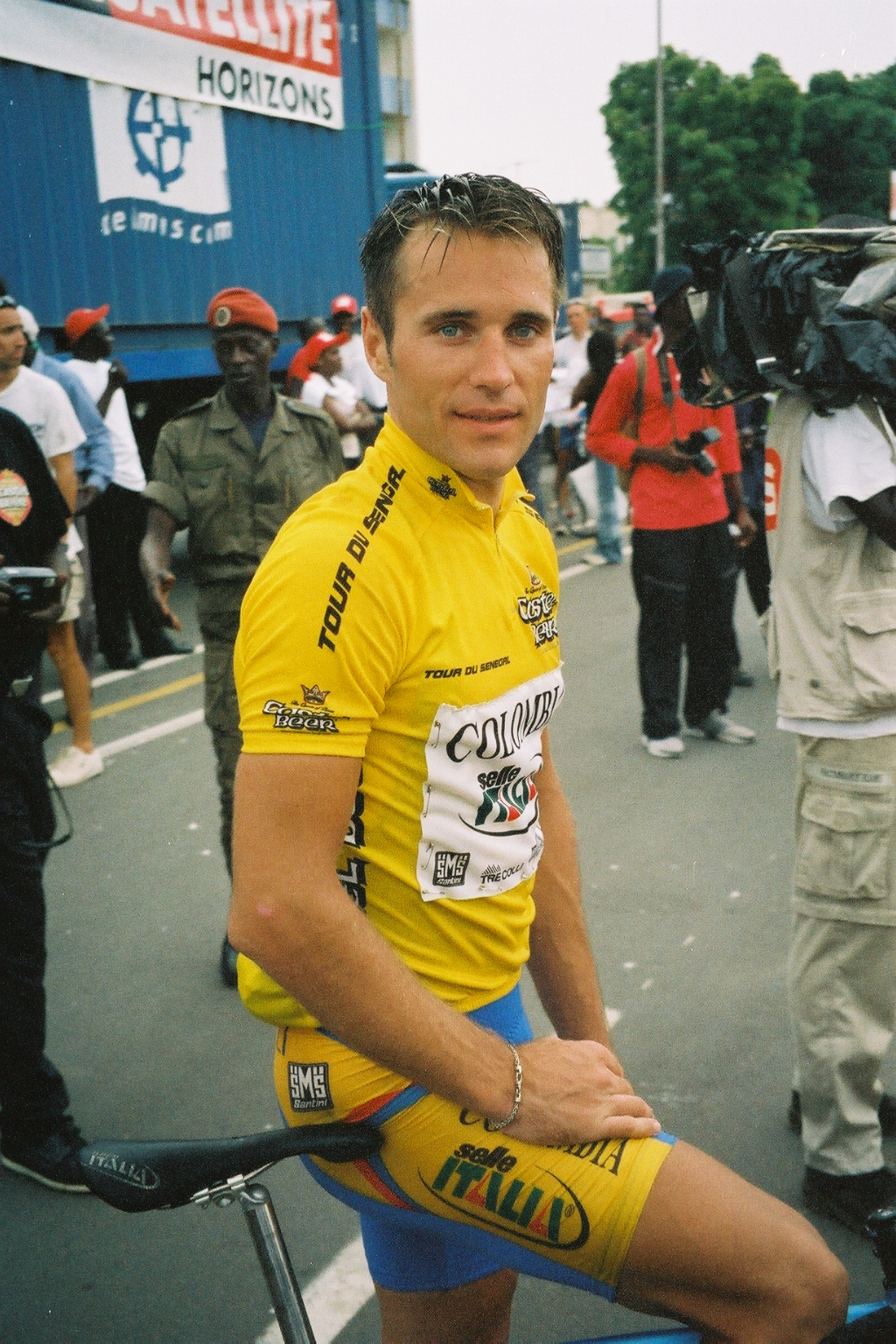
Andris Naudužs, 2002

Andris Naudužs (* 5. September 1975 in Dobele) ist ein ehemaliger lettischer Radrennfahrer.
Andris Naudužs gewann 2000 die Tour du Lac Léman und 2001 die Stausee-Rundfahrt Klingnau. Zwei Jahre später wurde er lettischer Meister im Straßenrennen.
2004 war ein erfolgreiches Jahr für Naudužs: Er gewann den Giro della Provincia di Reggio Calabria und zum zweiten Mal die Stausee-Rundfahrt Klingnau. Außerdem wurde er beim E3-Preis von Harelbeke und auf einer Etappe des Giro d’Italia jeweils Dritter. In der Saison 2005 siegte er auf der ersten Etappe des Circuit de Lorraine und entschied die Gesamtwertung für sich.
Zweimal – 2000 und 2004 – startete Andris Naudužs im Straßenrennen der Olympischen Spiele, erreichte aber beide Mal nicht das Ziel.

## Palmarès
2000
- Tour du Lac Léman

2001
- Stausee-Rundfahrt
- eine Etappe Vuelta al Táchira

2002
- Tour du Sénégal und drei Etappen
- zwei Etappen Bulgarien-Rundfahrt

2003
- Lettischer Straßenmeister
- eine Etappe Dookoła Mazowsza

2004
- Stausee-Rundfahrt Klingnau
- Giro della Provincia di Reggio Calabria

2005
- Circuit de Lorraine und eine Etappe

## Teams
- 2000 Aguardiente Néctar-Selle Italia
- 2001 Selle Italia
- 2002 Colombia-Selle Italia
- 2003 CCC-Polsat
- 2004 Domina Vacanze
- 2005 Naturino-Sapore di Mare